# Filmowe uniwersum Avatara
Filmowe uniwersum Avatara – świat przedstawiony w filmie fantastycznonaukowym Avatar (2009) w reżyserii Jamesa Camerona; akcja filmu rozgrywa się na fikcyjnym księżycu Pandora zamieszkiwanym przez rasę Na’vi, na którym ludzie poszukują unobtainium.

## Bohaterowie

### Ludzie
- Jake Sully - sparaliżowany od pasa w dół były żołnierz, który przybył na Pandorę w zastępstwie swojego zmarłego brata bliźniaka i przejął jego avatar. Początkowo Jake wypełniał swą misję (zdobycie informacji o Na’vi i namówienie ich do przenosin), ale potem przeszedł na stronę tubylców. Na koniec Jake przechodzi z ciała ludzkiego do Avatara i staje się Na’vi. Partner Neytiri, szósty Toruk Makto.
- Grace Augustine - ksenobotaniczka uczestnicząca w programie Avatar. Na Pandorę przybyła kilka lat przed Jakiem. Uczyła Na’vi angielskiego, napisała książkę o roślinach Pandory. Przeszła na stronę Na’vi. Zginęła postrzelona przez Quaritcha.
- Miles Quaritch - szef bezpieczeństwa Piekielnych Wrót na Pandorze. Przed wizytą na Pandorze walczył w Wenezueli i Nigerii. Z prawej strony twarzy ma bliznę. Zabity przez Neytiri w Bitwie o Drzewo Dusz.
- Trudy Chacon - pilot sił SecOps. Zginęła w finałowej bitwie, zestrzelona przez pojazd Quaritcha. Zawsze była przeciwna działaniom Quaritcha, na końcu filmu współpracowała z Normem i Jakiem.
- Norm Spellman - antropolog, przeszedł na stronę Na’vi.
- Max Patel - naukowiec, odpowiedzialny za przenoszenie umysłów do ciał Awatarów. Razem z Trudy uwolnił Jake’a, Norma i Grace. Podczas Bitwy o Drzewo Dusz pozostał na statku i informował buntowników o planach Quaritcha.
- Parker Selfridge - szef ZPZ na Pandorze.
- Lyle Wainfleet - najemnik walczący dla ZPZ.

### Na’vi
- Neytiri – księżniczka klanu Omaticaya, córka Eytukana i Mo’at, partnerka Jake’a Sully’ego. Zna angielski, jej ikran Seze nie żyje.
- Tsu’Tey – syn Ateyo, jeden z najbardziej szanowanych wojowników oraz późniejszy lider klanu Omaticaya. Już w młodości został wybrany na przyszłego Olo’eyktana oraz partnera Neytiri, przyszłej tsahik. Zginął w bitwie o Drzewo Dusz.
- Mo’at – przewodniczka duchowa Omaticaya, tsahìk, żona wodza klanu.
- Eytukan – lider klanu Omaticaya, partner Mo’at, ojciec Neytiri i Sylwanin. Dowodził klanem Omaticaya podczas ataku ludzi. Rozkazał Neytiri, aby nauczyła Jake’a Sully’ego obyczajów Na’vi. Zginął podczas ataku na Domowe Drzewo.

## Na’vi
Na’vi (w tłumaczeniu z na’vi: lud, łac. Homo pandorus)  to humanoidalna rasa zamieszkująca Pandorę, znajduje się na poziomie odpowiadającym neolitowi – korzysta z włóczni i łuków, ujarzmiła ogień, tworzy proste narzędzia.

### Wygląd zewnętrzny
Mają gładką, ciemnoniebieską skórę z paskami oraz chwytny ogon, który równoważy wydłużony tors i nogi, posiadają stosunkowo małe czaszki. Ich oczy, których kolor jest żółtozielony, pozwalają widzieć w różnych widmach światła. Bioluminescencyjne znaki na twarzy służą identyfikacji. Mają około 3 metrów wzrostu oraz smukłe ciało, lecz dzięki wyraźnie zarysowanej muskulaturze nie stwarzają wrażenia wychudzonych. Ich uszy są szpiczaste, a nosy oraz oczy rozszerzone. Mają po 4 palce u rąk i nóg, przez co ich matematyka jest oparta na systemie ósemkowymIch szyja jest proporcjonalnie dłuższa od szyi przeciętnego człowieka. Są czterokrotnie silniejsi od ludzi, a natura wzmocniła ich kości naturalnym włóknem węglowym, dzięki czemu są niesamowicie sprawni oraz wytrzymali. Średnia długość życia Na’vi jest podobna do średniej długości życia człowieka.
Awatary z powodu zmieszania DNA Na’vi z DNA ludzkim mają 5 palców oraz nieco mniejsze oczy niż przeciętny tubylec.
Odmiana Morska
Przedstawiciele klanu Metkayina poznanego w drugiej części Avatara, różnią się anatomicznie od Omaticaya, wykazując przystosowanie do życia w wodzie. Ich skóra ma jaśniejszy odcień, na brzuchu stając się jaśniejsza jak w przypadku morskich stworzeń,oczy są większe a ich barwa ma kolor niebieskawy zamiast żółtozielony. Ponadto ich oczy są wyposażone w dodatkową parę przezroczystych powiek, które chronią przed wodą morską podczas nurkowania.
Po lewej stronie przedramienia wyrasta wąska, lecz wyraźna błona pławna, podobnie na łydkach, co pomaga szybko i sprawnie pływać, z kolei ogon poszerza się na wzór płetw morskich stworzeń. Klatki piersiowej są większe i inaczej ukształtowane co widać zwłaszcza u mężczyzn i mieści pojemne płuca pozwalające na dłużej wstrzymać oddech.
Morscy Na'vi mają dredy lub puszące się włosy. 

### Tsaheylu – związek Na’vi z naturą
Na’vi stworzyli złożoną kulturę, opartą na głębokiej więzi duchowej między wszystkimi stworzeniami Pandory oraz ich bóstwem, Eywą. Ich więź z naturą można postrzegać jako układ nerwowy żywego organizmu, każde zwierzę oraz roślina to pojedyncza komórka nerwowa. W samym centrum tego układu jest ich bóstwo, Eywa, które jest swoistą matką naturą. W przeciwieństwie do roślin, które pozostają połączone przez całe swoje życie, fauna Pandory tworzy więź za pomocą splotu nerwowego, który znajduje się w obrębie głowy. W przypadku Na’vi znajduje się w ich warkoczu. Więź ta zwana jest tsaheylu – jest to rodzaj fizycznego połączenia, które pozwala odbierać sygnały oraz wymianę myśli i uczuć między fauną i florą. Dzięki tsaheylu Na’vi mają dostęp do neuronalnej sieci oplatającej cały księżyc, a tym samym do zbiorowej mądrości całego pandoriańskiego życia. Tsaheylu używane jest przez Na’vi także na co dzień. Pozwala na łączenie się z oswojonymi zwierzętami, które bezbłędnie wykonują polecenia „ujeżdżającego”. Wykorzystywane jest także w zbliżeniach seksualnych Na’vi, jak i zwierząt.

### Klany
Istnieje przynajmniej 15 klanów Na’vi (tyle zdołał zjednoczyć Jake). Jeden z nich (klan Omaticaya), pokazywany przez większą część filmu, to klan mieszkający na Domowym Drzewie. Pozostałe dwa wymienione w filmie to klan Jeźdźców z równiny i klan Ikran znad wschodniego morza.

## Pandora
Na Pandorze czyha wiele niebezpieczeństw. Jednym z nich jest to, że możesz pokochać ją zbyt mocno.

Pandora jest jednym z czternastu księżyców fikcyjnego gazowego olbrzyma – Polifema – krążącego po orbicie Alfa Centauri. Znajduje się około 4,371 roku świetlnego od Ziemi. Podróż promem ZPZ ISV Venture Star na Pandorę trwa 5 lat 9 miesięcy i 22 dni.

### Ogólnie o Pandorze
Filmowa Pandora jest podobna do Ziemi pod wieloma względami – ma podobną atmosferę, wielkość i wygląd. Znajdują się tam podobne do ziemskich kontynenty, otoczone morzami i oceanami o ziemskim, niebieskim odcieniu.
| Ciało niebieskie | Średnica (km) | Masa | Siła ciężkości | Gęstość atmosfery | Ciśnienie |
| ---------------- | ------------- | ---- | -------------- | ----------------- | --------- |
| Ziemia           | 12 742        | 1    | 1              | 1                 | 1         |
| Pandora          | 11 447        | 0,72 | 0,8            | 1,2               | 1,1       |

### Atmosfera
Atmosfera Pandory jest dla człowieka zabójcza. Głównym składnikiem jej atmosfery jest dwutlenek węgla, który w stężeniu 18% powoduje śmierć człowieka w przeciągu 4 minut. Innym trującym dla człowieka gazem występującym w atmosferze Pandory jest siarkowodór. Poza tym w atmosferze Pandory znajduje się ksenon (5,5%), azot, tlen, amoniak i metan.

### Geologia
Pandora od strony geologicznej jest dość podobna do Ziemi – ma płynne, żelaziste jądro, plastyczny płaszcz i półsztywną skorupę. Ma również, podobnie jak Ziemia, dwa wewnętrzne źródła ciepła. Jedno z nich czerpie energię z rozpadu radioaktywnych izotopów, drugie – z grawitacyjnego zapadania się pierwotnej formacji. Dodatkowym i o wiele potężniejszym źródłem energii są pływy, powodowane przez sąsiednie księżyce, które oddziałują z Polifemem. Czynniki te powodują, że dryft kontynentalny przebiega tu o wiele szybciej niż na Ziemi, a płyty tektoniczne pękają częściej z powodu zwiększonego nacisku i napięcia. Wyjaśnia to także brak dużych kontynentów na Pandorze, a także intensywne zjawiska wulkaniczne i aktywność geotermiczną – wiele gór i innych form geologicznych to świeże twory wulkaniczne. Stosunek lądów do oceanów na Pandorze jest dużo większy niż na Ziemi, lecz ląd jest podzielony na dużą liczbę małych kontynentów, co znacznie wydłuża linię brzegową, oraz zmniejsza obszar terenów śródlądowych. Jednocześnie fakt, że te ostatnie leżą tak blisko oceanów, łagodzi różnice temperatur. Na Pandorze istnieją lodowce porównywalne z ziemskimi, ale ponieważ w rejonach polarnych nie ma dużych mas lądowych, pandoriańskie lodowce unoszą się swobodnie na powierzchni oceanu. Księżyc posiada wiele kraterów, które znajdują się zarówno na lądach, jak i na dnie oceanów. Geologia Pandory sprawia, że krajobraz księżyca urozmaicają liczne gorące źródła i gejzery, a wiele rzek bierze swój początek z podziemnych gorących źródeł.

### Pole magnetyczne
Pandora ma płynne żelazowe jądro charakteryzujące się prądami wirowymi, które wytwarza dwubiegunowe pole magnetyczne, podobne w strukturze do ziemskiego. Obecność złóż unobtanium głęboko pod powierzchnią gruntu zwiększa natężenie pola setki razy. Dzięki temu osłania Pandorę przed promieniowaniem kosmicznym i materią wyrzucaną z Alfa Centauri A. Jednak, w odróżnieniu od ziemskiego, tutejsze pole magnetyczne nie jest jednorodne, a koncentracja złóż unobtanium powoduje lokalne zaburzenia z których wydobywa się szkodliwe promieniowanie. Na globalne pole magnetyczne Pandory ma także wpływ silniejsze pole magnetyczne Polifema. Ich wzajemne oddziaływanie może sprawić, że promieniowanie kosmiczne uwięzione w polu magnetycznym planety może zostać wyrzucone na powierzchnię księżyca. Z powodu konfiguracji pól magnetycznych księżyca i planety istnieje połączenie między biegunami Polifema i Pandory, przez który płynie prąd elektryczny o natężeniu milionów amperów. Powoduje to wzrost aktywności elektrycznej na Polifemie i Pandorze, objawiający się gwałtownymi burzami i innymi zjawiskami elektromagnetycznymi.

## Język na’vi
Sztuczny język stworzony przez Paula Frommera, wykładowcę Marshall School of Business specjalnie na potrzeby filmu. Jego słownik z dnia na dzień się powiększa, trwają starania o uwolnienie języka, ponieważ jak dotąd gramatyka znana jest w całości jedynie jego twórcy.